# Saint George (Saint Vincent en de Grenadines)
Saint George is qua populatie de grootste van de zes parishes van Saint Vincent en de Grenadines. De hoofdstad is Kingstown, dat tevens de nationale hoofdstad is. Saint George ligt in het zuiden van het eiland Saint Vincent en grenst aan de parishes Charlotte en Saint Andrew. 
Charlotte · Grenadines · Saint Andrew · Saint David · Saint George · Saint Patrick